# Augusto Corrêa
Augusto Corrêa é um município brasileiro do Estado do Pará. Localiza-se a uma latitude 01º01'18" sul e a uma longitude 46º38'06" oeste, estando a uma altitude de 20 metros. Sua população estimada em 2010 era de 40.435 habitantes. Possui uma área de 1.091,043 km².

## Composição Étnica
Sua composição étnica recebera forte presença indígena, quilombola e, mais tardiamente, de retirantes nordestinos, especialmente de maranhenses e cearenses, o que conferiu à etnicidade local um tipo humano característico, "andejo, esguio de tez 'amorenada' ", como vai referir Erick Ferreira em seu ensaio O Urumajoense. O mesmo autor ainda referindo-se a forte presença nordestina nos costumes locais, assim descreve de forma jocosa e poética o Urumajoense Way of Life, "Tal qual seus principais ascendentes étnicos, o urumajoense conserva com certa fidelidade aquilo que chamou Gilberto Freyre de 'cultura das redes', onde mais que o desfrutar dos prazeres do sedentarismo -- tão caro a si -- ele revive seu passado nômade, cujos resquícios hematológicos ainda correm em suas veias".